# Amphoe Chakkarat
Amphoe Chakkarat (Thai: อำเภอ จักราช) ist ein Landkreis (Amphoe – Verwaltungs-Distrikt) im Osten der Provinz Nakhon Ratchasima. Die Provinz Nakhon Ratchasima liegt in der Nordostregion von Thailand, dem so genannten Isan. 

## Geographie
Amphoe Chakkarat grenzt an die folgenden Landkreise (von Süden im Uhrzeigersinn): an die Amphoe Nong Bun Mak, Chok Chai, Chaloem Phra Kiat, Non Sung, Phimai und Huai Thalaeng in der Provinz Nakhon Ratchasima, sowie an die Amphoe Nong Hong und Nong Ki in der Provinz Buriram.
Der wichtigste Fluss des Landkreises ist der Mae Nam Mun (Mun-Fluss).

## Geschichte
Das Dorf Tha Chang wurde 1927 zu einem „Zweigkreis“ (King Amphoe) des Amphoe Mueang Nakhon Ratchasima aufgewertet. Im Jahr 1953 wurde es offiziell zu einem Amphoe heraufgestuft, gleichzeitig wurde der Name von Tha Chang auf Chakkarat geändert. Die Verwaltung wurde 1964 nach Ban Talat Chakkarat verlegt.

## Verwaltung

### Provinzverwaltung
Der Landkreis Chakkarat ist in acht Tambon („Unterbezirke“ oder „Gemeinden“) eingeteilt, die sich weiter in 109 Muban („Dörfer“) unterteilen.
| Nr.  | Name          | Thai     | Muban | Einw.  |
| ---- | ------------- | -------- | ----- | ------ |
| 01.  | Chakkarat     | จักราช    | 14    | 12.253 |
| 03.  | Thonglang     | ทองหลาง  | 10    | 07.887 |
| 04.  | Si Suk        | สีสุก      | 15    | 08.720 |
| 05.  | Nong Kham     | หนองขาม  | 02    | 09.385 |
| 07.  | Nong Phluang  | หนองพลวง | 16    | 07.577 |
| 010. | Si Lako       | ศรีละกอ   | 02    | 09.859 |
| 011. | Khlong Mueang | คลองเมือง | 11    | 08.427 |
| 013. | Hin Khon      | หินโคน    | 11    | 06.645 |

Hinweise: Die fehlenden Nummern (Geocodes) beziehen sich auf die Tambon, die heute zum Chaloem Phra Kiat gehören.
Die Daten der Muban liegen zum Teil noch nicht vor.

### Lokalverwaltung
Es gibt eine Kommune mit „Kleinstadt“-Status (Thesaban Tambon) im Landkreis:
- Chakkarat (Thai: เทศบาลตำบลจักราช), bestehend aus Teilen des Tambon Chakkarat.

Außerdem gibt es acht „Tambon-Verwaltungsorganisationen“ (องค์การบริหารส่วนตำบล – Tambon Administrative Organizations, TAO):
- Chakkarat (Thai: องค์การบริหารส่วนตำบลจักราช)
- Thonglang (Thai: องค์การบริหารส่วนตำบลทองหลาง)
- Si Suk (Thai: องค์การบริหารส่วนตำบลสีสุก)
- Nong Kham (Thai: องค์การบริหารส่วนตำบลหนองขาม)
- Nong Phluang (Thai: องค์การบริหารส่วนตำบลหนองพลวง)
- Si Lako (Thai: องค์การบริหารส่วนตำบลศรีละกอ)
- Khlong Mueang (Thai: องค์การบริหารส่วนตำบลคลองเมือง)
- Hin Khon (Thai: องค์การบริหารส่วนตำบลหินโคน)